# Amato (cognome)
Amato è un cognome di lingua italiana.

## Varianti
Amaducci, Amaduzzi, Amat, Amata, Amati, Amatiello, Amatini, Amatino, Amatu, Amatucci, Amatuccio, Amatulli, Amatullo, Amatuzzi, Amatuzzo, D'Amati, D'Amato, Damato, Di Amato.

## Diffusione
Nella forma base Amato è un cognome diffuso soprattutto nell'Italia meridionale, con due ceppi principali in Sicilia e in Campania, e presenze significative anche nel resto d'Italia; nell'Italia settentrionale e nell'Italia centrale è maggiormente riscontrabile nella forma Amati con ceppi in Emilia-Romagna, Lombardia, Lazio, e con un ceppo più distante nel sud, in Puglia. Amatu ha un piccolo ceppo nel ragusano in Sicilia, Amata, che può essere anche matronimico, è accentrato in Sicilia nel messinese, nel catanese e nell'ennese, Amat ha invece ceppi in Friuli-Venezia Giulia, Piemonte e in Sardegna. D'Amati ha occorrenze qua e là nel paese con due piccoli ceppi nel Lazio e in Puglia, D'Amato è piuttosto diffuso in tutta Italia e sembra decisamente accentrato in Campania, con ceppi anche in Puglia, Sicilia, e, forse per migrazione, in Lombardia e Piemonte. Di Amato ha invece un piccolo ceppo romano nel Lazio.
Per quanto riguarda gli alterati: la forma Amaducci ha grandi ceppi nel forlivese, nel bolognese e nel ravennate in Emilia-Romagna, Amatucci è diffuso in Toscana, Marche, Lazio e Campania., Amatuccio, raro, ha occorrenze in Campania e Sicilia. La forma Amatulli è pugliese del barese e del tarantino, Amatullo è anch'esso del tarantino, Amatuzzi è calabrese del cosentino, Amatuzzo ha un ceppo nel palermitano in Sicilia, Amatiello è campano dell'avvellinese, Amatino è sempre campano del salernitano, e infine il cognome Amatini, rarissimo, è riscontrabile in Lombardia.

## Etimologia
Deriva dal nome di persona "Amato", dal latino Amatus, con il significato di "colui che è amato". Può essere inoltre aferesi del nome medievale Beneamato. È affine ai cognomi Amore, Amabile, Amadori e Amoroso.

## Storia
Il cognome Amato nasce probabilmente in epoca medievale, favorito dal culto di santi omonimi: Amabile, Amadori...

## Persone

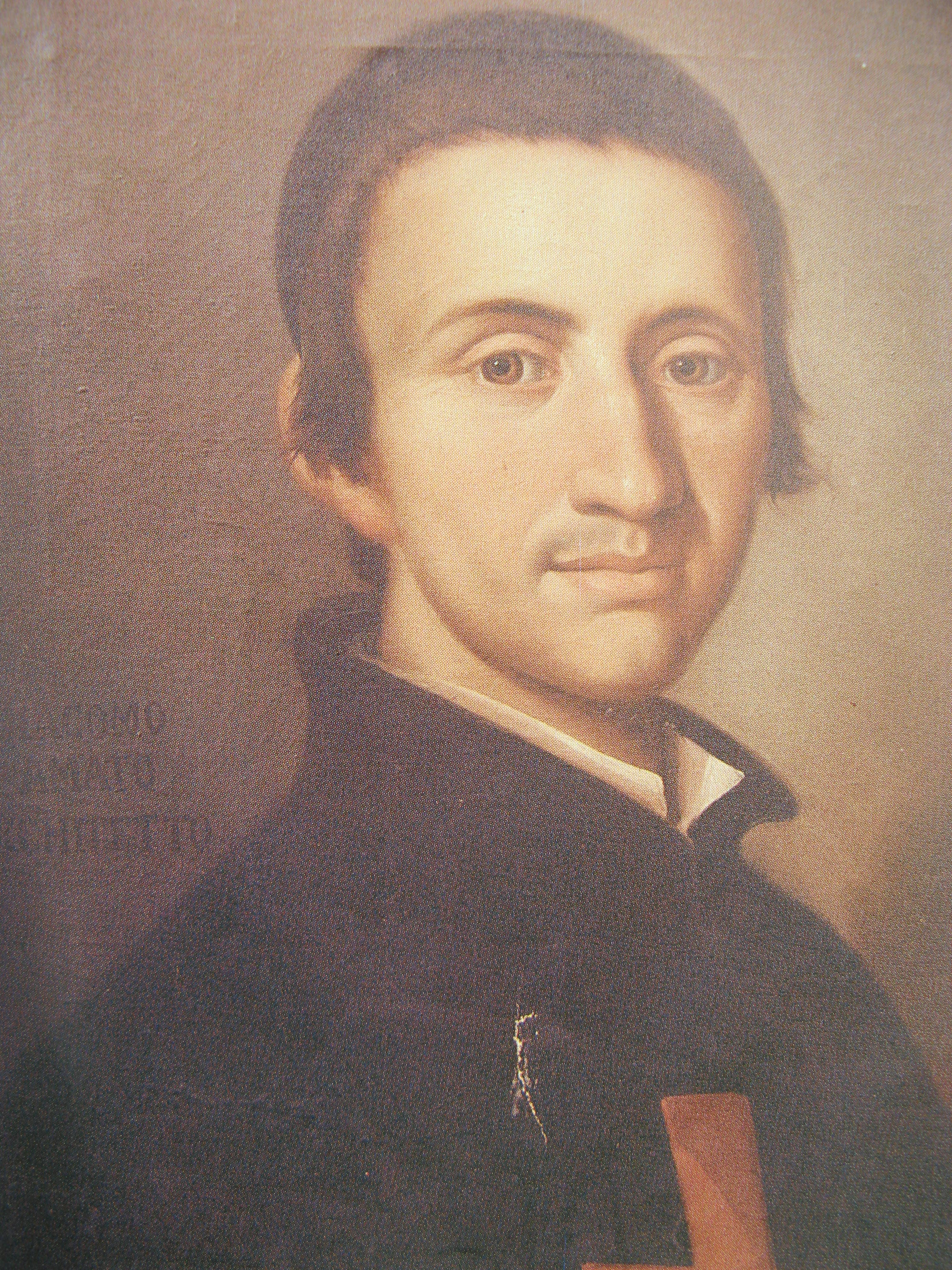
Giacomo Amato

- Giacomo Amato (1643-1732), religioso e architetto nato a Palermo
- Giuliano Amato (n. 1938), politico italiano nato a Torino

### Variante Amati
- Amato Amati (1831-1901), geografo, storico e politico

### Variante Amaducci
- Luigi Amaducci (n. 1924), arcivescovo cattolico italiano

### Variante D'Amato
- Antonio D'Amato (n. 1957), industriale e politico nato a Napoli
- Federico Umberto D'Amato (1920-1996), direttore dell'Ufficio Affari Riservati del Ministero dell'Interno italiano
- Joe D'Amato (1936-1999), pseudonimo di Aristide Massaccessi, regista italiano

## Araldica
Una famiglia di cognome Amati di Savignano e una omonima di Urbino furono insigniti di nobiltà dalla Repubblica di San Marino. Una famiglia di cognome Amato appartenne alla nobiltà civica di Malta. Una famiglia Amato di origine spagnola appartenne alla nobiltà siciliana. Una famiglia di cognome Amato appartenne alla nobiltà di Amantea e Napoli.